# Prostitución en Rusia

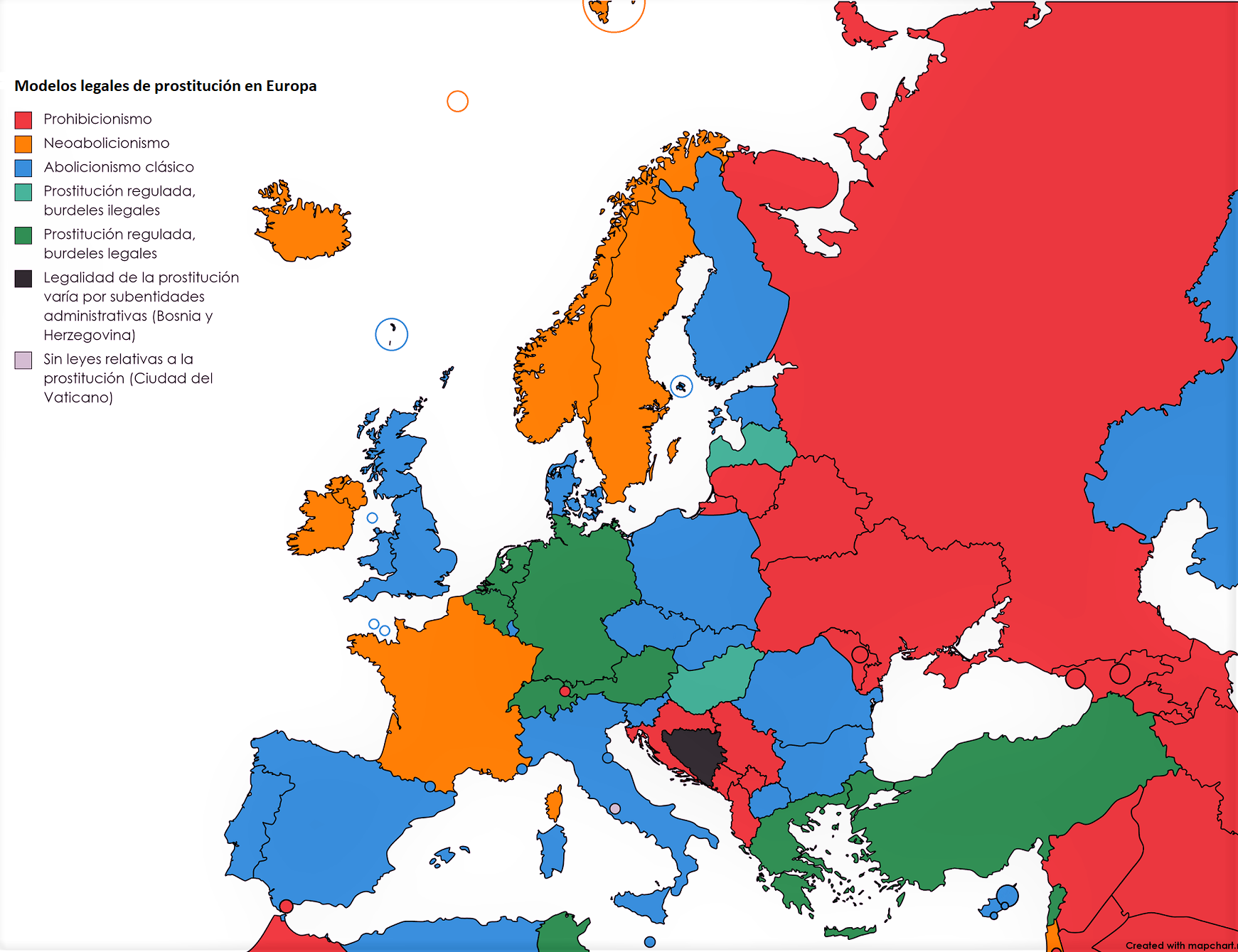
Prostitución en Europa. En rojo, el modelo prohibicionista (venta de prostitución ilegal, compra ilegal o alegal) al que pertenece Rusia.

La prostitución en Rusia es ilegal. El castigo por realizar está práctica es una multa que varía desde los 1500 hasta los 2000 rublos. Sin embargo, la organización de la prostitución es sancionada con penas de cárcel. La prostitución sigue siendo un gran problema dentro de Rusia.

## Resumen histórico

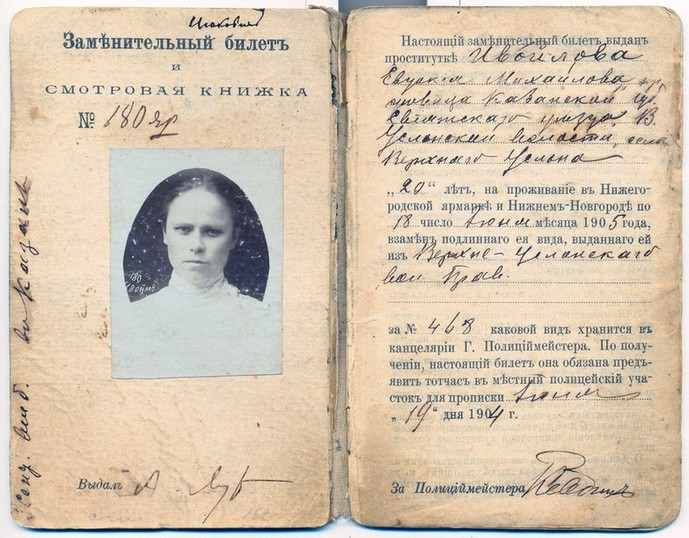
Los boletos amarillos fueron las principales tarjetas de identificación especiales para prostitutas.

La prostitución en Rusia se hizo común luego que las reformas militares de Pedro el Grande, crearan una clase considerable de hombres solteros que servían en el ejército. Estos soldados comenzaron a generar una demanda para la prostitución. Los monarcas sucesores de Pedro I tuvieron diferentes opiniones hacia la prostitución, que iba desde su abolición total, hasta su despenalización.
Hacia finales del siglo XIX, la prostitución era legal en el Imperio ruso y las prostitutas debían de identificarse mediante ''boletos amarillos'' especiales. Numerosos burdeles existieron en numerosas ciudades, en las que variaba mucho en clase social y precio. Entre sus clientes se encontraban grupos pertenecientes tanto de la aristocracia como de la clase obrera. Legalmente, solo a las mujeres se les permitía poseer burdeles. Sin embargo, la prostitución callejera ilegal todavía estaba dominada por los proxenetas varones. El término kot (en ruso: кот, gato) fue utilizado para referirse a los proxenetas varones, mientras que las proxenetas mujeres era bandersha (en ruso: бандерша
).
Tras la abertura de Japón, Vladivostok se convirtió en el centro de asentamiento para los inmigrantes japoneses en Rusia. Una rama de la Agencia Comercial Imperial Japonesa (en japonés: 日本貿易事務官, Nihon bōeki Jimukan) fue inaugurada en la ciudad en 1876. Su número aumentó a 80 personas en 1877, y 392 en 1890; las mujeres superaban a los hombres por un factor de 3:2, y muchas de ellas trabajaron como prostitutas (Karayuki-san). Sin embargo, su comunidad era minoritaria en comparación con las comunidades chinas y coreanas, quienes eran más numerosas; una encuesta del gobierno ruso en 1897 reveló que en el Krai de Primorie vivían 42 823 chinos, 26 100 coreanos, pero solo 2 291 japoneses. Gran parte de la inmigración japonesa provenía de los pueblos del norte de Kyūshū.
En el Lejano Oriente Ruso, al este del Lago Baikal, los comerciantes y prostitutas japonesas formaban la mayoría de la comunidad japonesa en la región, posterior a la década de 1860. Grupos nacionalistas japoneses como la Sociedad del Océano Negro (Genyōsha) y la Sociedad del Río Amur (Kokuryūkai), glorificaron y aplaudieron el 'ejército amazónico' de prostitutas japonesas en el Lejano Oriente ruso y Manchuria, y las inscribieron como miembros de sus grupos. Algunas misiones y reuniones de inteligencia en Vladivostok y Irkutsk, fueron realizadas por prostitutas japonesas.
Previo a 1917, se decía que había entre 25 000 y 30 000 prostitutas en Moscú. Los profilácticos, centros de tratamiento médico, fueron establecidos en 1925, para tratar con alcohólicos y prostitutas. Para 1929, se habían instalado 5 centros en Moscú. La junta de estos centros en Moscú estimaron que en 1928, existieron un total de 3000 prostitutas en la capital. Ante esa situación, se crearon cooperativas de artesanía para ofrecerles un empleo alternativo. De acuerdo a una investigación secreta realizada hacia finales de la década de 1929, casi el 60% de los ciudadanos urbanos soviéticos había solicitado servicios sexuales. También había una categoría separada de prostitutas, las ‘'intergirls'' que trabajaban en hoteles para turistas extranjeros y aceptaban el pago solo de monedas extranjeras. Las mujeres que trabajaban en hoteles ordinarios y estaciones, a menudo recibían protección por parte de la policía local, pero las que estaban en hoteles de lujo, estaban bajo el ala de la KGB.
La prostitución ha sido ilegal en Rusia desde el establecimiento de la Unión Soviética. Sin embargo, durante el período postsoviético, esta industria ha experimentado una crecimiento significativo.

## "Tochka"
"Tochka" (en ruso: то́чка) es un eufemismo popular para referirse a un mercado abierto para prostitutas en Moscú y otras grandes ciudades rusas, y cuyo término literalmente significa 'punto' o 'locación' en ruso. (La palabra "tochka" también puede usarse en muchos otros contextos. Su uso se origina desde la noción "un punto en el mapa". Inicialmente era una jerga militar o geológica utilizada para, por ejemplo, una ubicación militar, geológica u otra ubicación específica. Con el tiempo, sus usos se expandieron. Por ejemplo, en la jerga de los alcohólicos, un "tochka" es un sitio en donde se vende vodka).

## Acciones del gobierno en la ciudad de Moscú
A partir de fines de la década de 1990, el gobierno de la ciudad de Moscú realizó destacados intentos por eliminar la prostitución en Rusia, y establecieron penas de cárcel a fin de eliminar su mercado, junto con eliminar algunos de los puntos más destacados de Tverskaya, la principal avenida de la capital. Los tochkas están controlados por bandas del crimen organizado, que sobornan a los policías locales para seguir en el negocio. En cambio, los policías de las ciudades revisaban aleatoriamente los documentos de las mujeres que viajaban solas al anochecer. Por esta razón, las prostitutas suelen llevar 100 rublos para sobornar a la policía.

## Prostitución infantil, prostitución forzada y trata de mujeres
Rusia es la principal fuente de trata de mujeres a nivel global, con fines de explotación sexual. Rusia también es un país de tránsito y destino para el tráfico humano para su explotación laboral y sexual, desde países vecinos y regionales hacia Rusia, y además a Europa, Asia y América del Norte. En Tel Aviv, la cantidad de burdeles se disparó de 30 a 150 entre 1996 y 2001—en gran parte debido a la afluencia de prostitutas hacia Israel.
La Organización Internacional del Trabajo estima que el 20% de los 5 millones de inmigrantes ilegales en Rusia son víctimas de trabajo forzado, el cual es considerado un tipo de trata. Hubo reportes de trata de menores y turismo sexual infantil en Rusia. El gobierno ruso ha hecho algunos esfuerzos para combatir el tráfico pero también se lo ha criticado por no cumplir con los estándares mínimos para eliminarlos. La Oficina de Monitoreo y Combate al Tráfico de Personas del Departamento de Estado de los Estados Unidos, posicionó a Rusia como un país de 'Nivel 3'.
Un importante caso de prostitución forzada y asesinato en masa fue descubierto en 2007, cerca de la ciudad industrial de Nizhni Taguil. Un grupo de proxenetas secuestró a varias adolescentes y las obligó a prostituirse, asesinando a todas las que se negaron a hacerlo. En el caso se descubrió una fosa común, con más de 30 menores asesinadas. (Véase: Asesinato en masa de Nizhni Taguil (2002-2007)).
Tres prostitutas chinas fueron arrestadas en Moscú, en enero de 2009. En 2011, se descubrió un burdel con prostitutas chinas y vietnamitas que solo atendían como clientes a ciudadanos chinos; a pesar de que las prostitutas ofrecían su servicio a sus clientes mediante mensajes codificados en idioma chino en los periódicos, terminó siendo descubierto por la policía.
Los traficantes de personas obligan a mujeres vietnamitas a trabajar en burdeles de Moscú. Gran parte de sus clientes también son vietnamitas. En una ocasión los contrabandistas se apoderaron de los documentos de viaje y engañaron a varias mujeres vietnamita diciéndoles que iban a ser contratadas para trabajar en una fábrica textil. Se cree que el dueño del burdel tenía buenos vínculos con la embajada de Vietnam, luego de que este ayudara a capturar a otros propietarios de burdeles, por lo que poseía contactos con los funcionarios de la embajada. La policía rusa no pudo frenar la prostitución porque uno de los gerentes del burdel era familiar de un funcionario de la embajada vietnamita. Los burdeles establecidos en Rusia son destinados hacia China, en donde los contrabandistas prostituyen a la fuerza a niñas vietnamitas.
Una mujer vietnamita estadounidense, Hui Danh, buscó ayuda para rescatar a su hermana menor Huynh Thi Ser-Huong, que estaba en un burdel en Moscú. El esfuerzo de Hui Danh tuvo éxito, logrando que el burdel liberara específicamente a 15 mujeres vietnamitas. Entre las prostitutas forzadas, se encontraba una adolescente de 16 años.
La vietnamita que administraba el burdel se llamaba Thuy An y era pariente de Nguyen Dong Trieu, un funcionario que trabajaba en la embajada de Vietnam en Rusia. Las prostitutas forzadas eran agredidas físicamente por An.
Tres mujeres vietnamitas regresaron a la ciudad de Ho Chi Minh, después de que fuesen engañadas por una mujer, para prostituirse en Rusia.
Las mujeres vietnamitas fueron engañadas para ser prostituidas en Rusia por una vietnamita llamada Le Thi Tham.
Los terrenos del Monasterio de Srtensky poseía prostitutas trabajando en sus alrededores.

## En la cultura popular
- The Yellow Passport - largometraje estadounidense estrenado en 1916.
- El carnet amarillo (The Yellow Ticket) - largometraje estadounidense estrenado en 1931.
- Intergirl – Película dramática de 1989.
- Tochka – Película dramática de 2006